# Euphorbia conspicua
Euphorbia conspicua ist eine Pflanzenart aus der Gattung Wolfsmilch (Euphorbia) in der Familie der Wolfsmilchgewächse (Euphorbiaceae).

## Beschreibung
Die sukkulente Euphorbia conspicua bildet ungleichmäßig verzweigte Bäume bis 15 Meter Höhe aus, deren Stamm Durchmesser von bis zu 75 Zentimeter erreicht. Die bis 1 Meter langen Zweige stehen endständig in Büscheln ausgebreitet und sind unverzweigt. Die dreikantigen Zweige werden bis 7 Zentimeter dick und sind durch Einschnürungen in längliche Abschnitte bis 45 Zentimeter Länge gegliedert. Die geflügelten Kanten sind mit buchtigen Zähnen, in einem Abstand von 4 Zentimeter zueinander versehen. Die verlängerten Dornschildchen stehen einzeln. Es werden Dornen bis 6 Millimeter Länge und sehr kleine Nebenblattdornen ausgebildet. Die etwa eiförmigen und kurzlebigen Blätter werden bis 5,5 Zentimeter lang und 2 Zentimeter breit.
Der Blütenstand besteht aus ein bis drei einfachen Cymen, die in einer waagerechten Linie stehen und etwa purpurrot gefärbt sind. Sie sind bis 15 Millimeter lang gestielt. Die Cyathien erreichen etwa 8,5 Millimeter im Durchmesser. Die elliptische Nektardrüsen sind rot gefärbt und stoßen aneinander. Der Fruchtknoten ist von einer dreilappigen Blütenhülle umgeben. Die sehr deutlich gelappte Frucht ist verkürzt, purpurn gefärbt und wird etwa 9 Millimeter lang und 15 Millimeter breit. Sie steht an einem etwas gebogenen und bis 10 Millimeter langen Stiel. Der nahezu kugelförmige Samen wird etwa 3,25 Millimeter groß und besitzt eine glatte Oberfläche.

## Verbreitung und Systematik
Euphorbia conspicua ist im Nordwesten von Angola in der Nähe der Küste in Waldgebieten verbreitet. Die Art steht auf der Roten Liste der IUCN und gilt als nicht gefährdet (Least Concern).
Die Erstbeschreibung der Art erfolgte 1912 durch Nicholas Edward Brown. Synonyme zu dieser Art sind Euphorbia candelabrum Welw. (1855) und Euphorbia candelabrum Welw. ex Hiern (1900).